# Tore André Flo
Pour les articles homonymes, voir Flo.
Tore André Flo, né le 15 juin 1973 à Stryn (Norvège), est un footballeur norvégien, qui évoluait au poste d'attaquant.
Joueur de grande taille (1,93 m), il possédait pourtant une très bonne technique balle au pied et un excellent sens du but. 
Il fut l'un des grands attaquants de Chelsea et des Glasgow Rangers avec lesquels il marqua des buts très importants (et cela sans être forcément un titulaire indiscutable). Flo a marqué vingt-trois buts lors de ses soixante-seize sélections avec l'équipe de Norvège entre 1995 et 2004.
Il est le frère cadet de Jostein Flo et de Jarle Flo et le cousin de Håvard Flo, tous trois joueurs professionnels.
Il annonce la fin de sa carrière le 19 mai 2009 alors qu'il porte les couleurs de Milton Keynes Dons après 16 ans de professionnalisme.

## Biographie

### Club

#### Sogndal(1993-1994)
Flo commence sa carrière dans le club amateur de Stryn. En 1993, et à 20 ans, il signe dans le club de Sogndal jouant avec ses frères Jostein et Jarle. Lorsque Sogndal est relégué de la Tippeligaen, Flo, déjà auteur de 21 buts en 44 matches en une seule saison, sous le maillot de ce club, est transféré à Tromsø IL.

#### Tromsø IL(1995)
À Tromsø et au cours de la saison 1994-1995, le jeune Tore-André Flo marque 18 buts en 26 matches attirant l'attention du sélectionneur national, Egil « Drillo » Olsen qui l'appelle pour la première fois le 15 octobre 1995 contre l'Angleterre (0-0). À l'issue de cette saison, il est meilleur buteur de son club.

#### SK Brann(1996-1997)
À l'issue de la saison 1995-1996, il est transféré au SK Brann, club de Bergen. De nouveau, il réussit une saison pleine inscrivant 28 buts, devenant ainsi l'un des meilleurs attaquants du pays. Il attire naturellement l'attention des grands clubs du Continent et en premier lieu le club anglais de Chelsea qui parvient à le faire signer au cours de l'hiver 1997. Avant de partir, il réussit pour ses adieux un triplé pour les rouges et blancs de Brann.

#### Chelsea Football Club(1997-2000)
Transféré pour 300 000 livres à Chelsea, il aurait pu signer à Everton mais le manager de l'équipe Joe Royle recule au dernier moment avant de s'aligner sur l'offre des Londoniens.
Flo joue son premier match sous le maillot des Blues contre Coventry City le 9 août 1997. Son équipe s'incline 3-2 mais le Norvégien inscrit son premier but. Cette première saison est très prolifique pour Flo qui inscrit cette saison-là 15 buts (en 44 matches) aidant grandement aux différents succès de Chelsea en Angleterre (Coupe de la Ligue 1998 et 4e du Championnat anglais 1997-1998) et sur le Continent (vainqueur de la Coupe d'Europe des vainqueurs de coupe 1997-1998). Il inscrit notamment un doublé important sur la pelouse du Betis Séville en quart de finale. 
La saison suivante, Gianluca Vialli le manager du club londonien recrute Pierluigi Casiraghi pour le mettre en concurrence avec Flo mais l'Italien se blesse gravement. Le Norvégien dispute 45 matches au cours de la saison 1998-1999 et inscrit 13 buts. Chelsea termine 3e du Championnat et se qualifie pour la première fois pour la Ligue des champions de l'UEFA. 
Au cours de la saison 1999-2000, Flo continue de marquer des buts importants pour les Blues (19 buts et titre de meilleur buteur de l'équipe) et à garnir la vitrine à trophée du club qui remporte cette année-là la Coupe d'Angleterre. Chelsea atteint alors les quarts de finale de la ligue des champions et Flo marque deux fois lors du match aller de la double rencontre mémorable contre le FC Barcelone en quarts de finale (3-1 pour Chelsea à Stamford Bridge mais défaite 5-1 au Camp Nou dans une rencontre ou le Norvégien inscrit le seul but de son équipe).
Durant l'inter saison et malgré ses bonnes statistiques à la pointe de l'attaque londonienne, Tore André Flo voit l'arrivée de deux attaquants : Jimmy Floyd Hasselbaink et Eiður Guðjohnsen en provenance de l'Atlético de Madrid et de Bolton Wanderers. Face à cette concurrence, il demande à être transféré. C'est la fin de son aventure à Chelsea ou il signa 50 buts en 163 matches.

#### Glasgow Rangers(2000-2002)
En novembre 2000, Flo est vendu au club écossais des Glasgow Rangers, le montant avoisine les 12 millions de livres. Il était alors le plus gros transfert de l'histoire pour un joueur norvégien.
Il marque dès son premier match, le derby de Glasgow contre les rivaux du Celtic, malgré la correction 5 - 1 des siens. Il marque 18 buts en 30 matchs de championnat. Sa deuxième saison à Glasgow sera la meilleure, il marque à 22 reprises en 42 matchs, dont un but en finale de la Coupe de la Ligue.

#### Sunderland(2002-2003)
Flo est transféré à Sunderland le jour de la clôture du marché de la saison 2002-2003. L'arrivée de Flo est annoncée avec celle de l'attaquant Marcus Stewart, le coût total de leurs transferts est évalué à dix millions de livres. Les montants individuels de ces achats ne sont pas transmis par Sunderland, bien que le chiffre de £ 8 200 000 pour Flo est largement cité par les médias anglais, qui fait de lui le deuxième transfert le plus coûteux de Sunderland. Peter Reid, l'entraîneur de Sunderland, avait été critiqué tout au long de la pré-saison car il ne parvenait pas à trouver un remplaçant au vétéran Niall Quinn. Le prix relativement élevé d'un joueur qui évoluait en Écosse et l'heure tardive de sa signature a conduit de nombreux supporters, et certains experts, dont l'ancien gardien de but du club Jimmy Montgomery, à penser que Flo est un renfort de dernière minute acheté dans la panique. Une fois de plus, il marque dès son premier match, face à Manchester United (score final 1-1).
Reid, de par sa tactique, cherche à ce que Flo s'insère dans le système de jeu adapté au départ pour Niall Quinn (qui raccroche les crampons en novembre) comme un point d'ancrage déviant les long ballons. Ce n'est pas un rôle qu'il affectionne et il a lutté pour former un partenariat avec son compère d'attaque Kevin Phillips. Lorsque Reid est licencié en octobre et remplacé par Howard Wilkinson, Flo tombe en disgrâce, Wilkinson remettant publiquement en cause la condition physique du Norvégien. Flo tente de faire son retour dans l'équipe première jusqu'au licenciement de Wilkinson en mars. Malheureusement pour le Norvégien, son successeur, Mick McCarthy, ne lui donne pas sa chance (il ne jouera aucun match en entier lors de l'un des neuf derniers matchs de la saison).
En 33 apparitions pour Sunderland, Flo n'a marqué que six buts (quatre d'entre eux en championnat), ne terminant seulement que 11 des 23 matchs de ligue ou il fut titularisé. Sunderland est relégué en Championship, et à cause d'importantes dettes est contraint de vendre ou de libérer la plupart des joueurs ayant des salaires élevés. Flo joue un match de Coupe de la Ligue la saison suivante, mais à l'automne 2003 il est libéré par le club.

#### AC Sienne(2003-2005)
À l'été 2003, Flo rejoint les rangs du promu italien, l'AC Sienne. Il joue un rôle important dans le maintien de son équipe en inscrivant 8 buts en 33 matches sous le maillot noir et blanc. Les Siennois terminent à une inespérée 13e place. Au cours de sa deuxième saison au sein du club toscan, il est titularisé à 17 reprises pour 5 buts seulement. Sienne termine à la 14e place mais Flo décide de partir du fait de la non-acclimatation de son fils et de sa femme à la vie italienne.

#### Vålerenga IF(2005-2006)

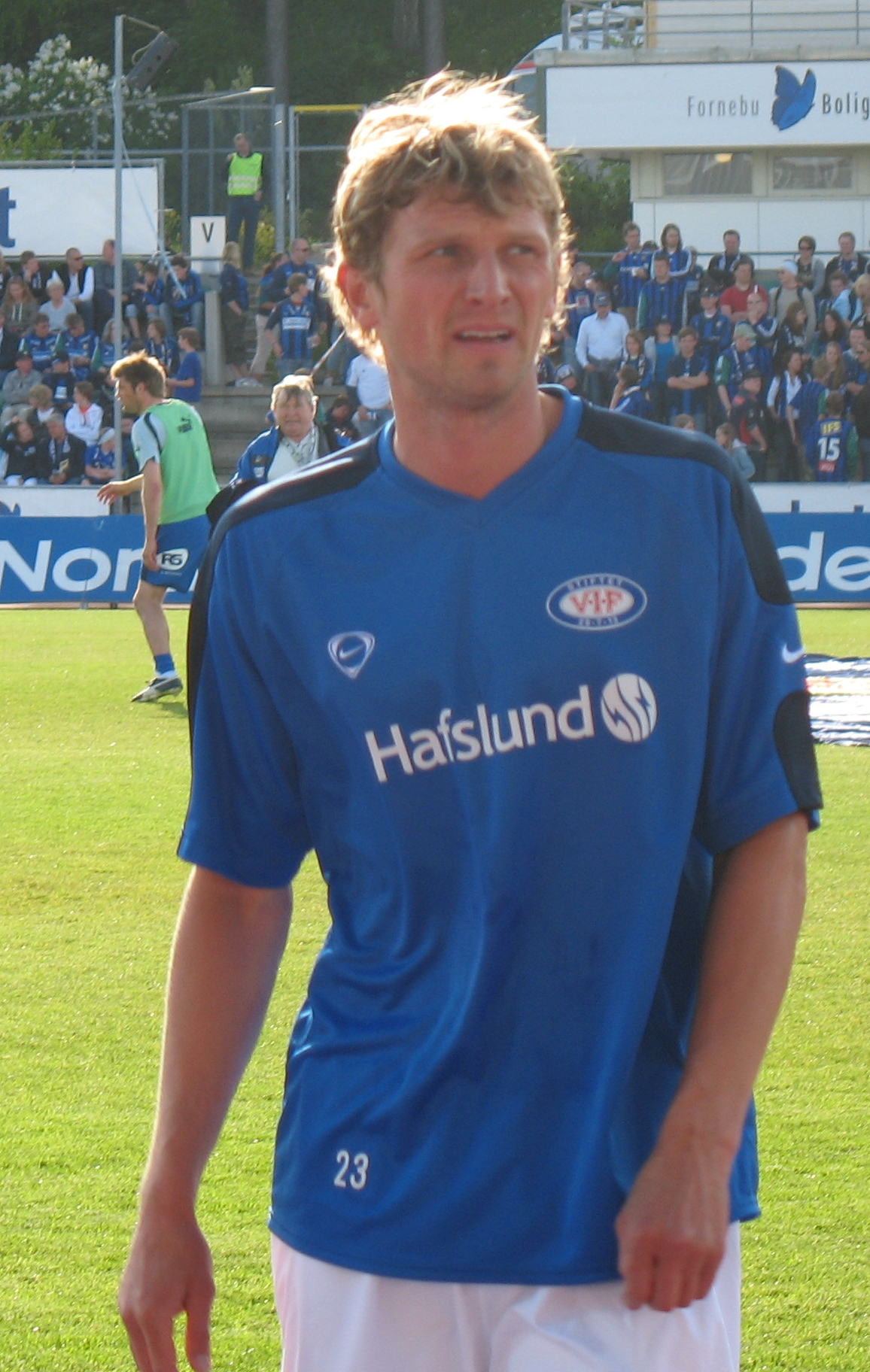
Tore André Flo en 2006.

Tore André Flo a la possibilité de retourner dans le Championnat anglais mais son transfert au Queens Park Rangers échoue. Il retourne alors dans son pays natal et à l'été 2005, il signe jusqu'en juin 2006 pour le club ambitieux de Vålerenga Fotball (le championnat norvégien se jouant sur des années pleines, ce contrat couvre donc une partie de deux saisons). Ce court passage à Vålerenga fut marqué par de nombreuses blessures. Flo inscrit seulement 4 buts en 24 matchs durant ces deux "demi-saisons" à l'issue desquelles il n'est pas renouvelé par ses dirigeants.

#### Leeds United(2007-2008) etSkal vi danse?(2008)
Le 3 janvier 2007, Leeds United, managé par Dennis Wise, un des anciens de Chelsea, confirme la signature de Flo, le contrat prendra fin à la fin de la saison 2006-2007. Le Norvégien est payé 6000 livres par semaine avec un bonus de 1000 livres pour chaque but inscrit. Flo fait ses débuts comme remplaçant avec le club anglais contre West Bromwich en Coupe d'Angleterre. Son club perd le match sur le score de trois buts à un. Une semaine plus tard, Flo inscrit son premier but après 8 minutes contre le même adversaire, mais ne peut empêcher la défaite de son équipe 3-2.
Une blessure empêchera Flo de jouer pour le reste de la saison. Malgré tout, Flo décide de prolonger l'aventure avec Leeds pour la saison 2007-2008. Malheureusement pour lui, il ne marquera que 3 buts la saison suivante en 22 apparitions sous le maillot des blancs de Leeds (et toujours en étant remplaçant). Il annonce alors que Leeds sera le dernier club de sa carrière.
Le 11 mars 2008, Flo annonce la fin de sa carrière de footballeur.
En septembre 2008 il participe à la 4e saison de Skal vi danse?, la version norvégienne de Danse avec les stars. Il termine à la deuxième place, derrière Lene Alexandra.

#### Milton Keynes Dons(2008-2009)
Un an plus tard en novembre 2008, un journal anglais annonce le retour de Flo au sein du club anglais de Milton Keynes Dons en League One entrainé par un de ses ex-coéquipier à Chelsea, Roberto Di Matteo. Signant le 21 novembre 2008 jusqu'à la fin de saison, il joue son premier match le 6 décembre 2008 contre Scunthorpe United mais manquera une grande partie de la saison restant la plupart du temps sur le banc (seulement 11 matches). Il ratera néanmoins le neuvième tir au but de la séance opposant son équipe à celle de Scunthorpe United en demi-finales des play-offs d'accession pour le Championnat d'Angleterre de football D2.
Le 19 mai 2009, Flo fait de nouveau, et cette fois de façon définitive, ses adieux au football professionnel.

### Sélection
Tore André Flo est sélectionné à 76 reprises en équipe de Norvège avec laquelle il inscrit 23 buts (4e meilleur buteur de l'histoire de cette sélection à égalité avec Ole Gunnar Solskjær). Il reçut sa première cape le 11 octobre 1995 contre l'Angleterre (0-0). Il reçut officiellement son surnom de « Flonaldo » (en hommage à l'un des meilleurs joueurs de la fin des années 1990, le Brésilien Ronaldo) lors de la victoire de la Norvège contre la sélection brésilienne 4-2, le 30 mai 1997. Il dispute la Coupe du monde de football de 1998 en France et inscrit deux buts (contre le Maroc et le Brésil). Son équipe est éliminée en huitièmes de finale par l'Italie 1-0. En 2000, il participe à la phase finale du Championnat d'Europe de football 2000 étant titularisé à 3 reprises mais sans trouver le chemin des filets. Son équipe est éliminée dès le premier tour. 
Afin de privilégier sa famille, Flo se retire de la sélection nationale en 2004.

## Statistiques
| Saison         | Club               | Division           | Championnat | Championnat | Coupe nat. | Coupe nat. | Autres coupes | Autres coupes | Coupe d'Europe | Coupe d'Europe | Sélection | Sélection | Total  | Total |
| Saison         | Club               | Division           | Matchs      | Buts        | Matchs     | Buts       | Matchs        | Buts          | Matchs         | Buts           | Matchs    | Buts      | Matchs | Buts  |
| -------------- | ------------------ | ------------------ | ----------- | ----------- | ---------- | ---------- | ------------- | ------------- | -------------- | -------------- | --------- | --------- | ------ | ----- |
| 1993           | Sogndal IL         | Deuxième division  | 22          | 16          | -          | -          | -             | -             | -              | -              | -         | -         | 22     | 16    |
| 1994           | Sogndal IL         | Première division  | 22          | 5           | -          | -          | -             | -             | -              | -              | -         | -         | 22     | 5     |
| 1995           | Tromsø IL          | Première division  | 26          | 18          | -          | -          | -             | -             | -              | -              | 4         | 1         | 30     | 19    |
| 1996           | SK Brann           | Première division  | 24          | 19          | -          | -          | -             | -             | -              | -              | 4         | 0         | 28     | 19    |
| 1997           | SK Brann           | Première division  | 16          | 9           | -          | -          | -             | -             | -              | -              | 8         | 5         | 24     | 14    |
| 1997-98        | Chelsea            | Premier League     | 34          | 11          | 1          | 0          | 4             | 2             | 5              | 2              | 13        | 7         | 57     | 22    |
| 1998-99        | Chelsea            | Premier League     | 30          | 10          | 3          | 0          | 3             | 1             | 9              | 2              | 9         | 7         | 54     | 20    |
| 1999-00        | Chelsea            | Premier League     | 34          | 10          | 6          | 1          | 1             | 0             | 16             | 8              | 13        | 1         | 70     | 20    |
| 2000-01        | Chelsea            | Premier League     | 14          | 3           | 0          | 0          | 1             | 0             | 2              | 0              | 3         | 0         | 20     | 3     |
| 2000-01        | Glasgow Rangers    | Première division  | 19          | 11          | 2          | 2          | 1             | 0             | 0              | 0              | 6         | 0         | 28     | 13    |
| 2001-02        | Glasgow Rangers    | Première division  | 30          | 18          | 3          | 2          | 2             | 1             | 7              | 1              | 5         | 0         | 47     | 22    |
| 2002-03        | Glasgow Rangers    | Première division  | 4           | 0           | 0          | 0          | 0             | 0             | 0              | 0              | 0         | 0         | 4      | 0     |
| 2002-03        | Sunderland         | Premier League     | 29          | 4           | 2          | 0          | 1             | 2             | 0              | 0              | 6         | 1         | 38     | 7     |
| 2003-04        | AC Sienne          | Serie A            | 33          | 8           | -          | -          | -             | -             | -              | -              | 7         | 1         | 40     | 9     |
| 2004-05        | AC Sienne          | Serie A            | 30          | 5           | -          | -          | -             | -             | -              | -              | 1         | 0         | 31     | 5     |
| 2005           | Vålerenga IF       | Première division  | 8           | 0           | -          | -          | -             | -             | -              | -              | -         | -         | 8      | 0     |
| 2006           | Vålerenga IF       | Première division  | 16          | 4           | -          | -          | -             | -             | -              | -              | -         | -         | 16     | 4     |
| 2006-07        | Leeds United       | Deuxième division  | 1           | 1           | 1          | 0          | 1             | 0             | 0              | 0              | -         | -         | 3      | 1     |
| 2007-08        | Leeds United       | Troisième division | 22          | 3           | 0          | 0          | 0             | 0             | 0              | 0              | -         | -         | 22     | 3     |
| 2008-09        | Milton Keynes Dons | League One         | 11          | 0           | 0          | 0          | 0             | 0             | 0              | 0              | -         | -         | 11     | 0     |
| Sélection      | Total              | Total              |             |             |            |            |               |               |                |                | 76        | 23        | 76     | 23    |
| Norvège        | Total              | Total              | 134         | 71          |            |            |               |               |                |                |           |           | 134    | 71    |
| Angleterre     | Total              | Total              | 175         | 42          | 13         | 1          | 11            | 5             | 32             | 12             |           |           | 231    | 60    |
| Ecosse         | Total              | Total              | 53          | 29          | 5          | 4          | 3             | 1             | 7              | 1              |           |           | 68     | 35    |
| Italie         | Total              | Total              | 63          | 13          |            |            |               |               |                |                |           |           | 63     | 13    |
| Total carrière | Total              | Total              | 425         | 155         | 18         | 5          | 14            | 6             | 39             | 13             | 76        | 23        | 572    | 202   |

## Palmarès

### En équipe nationale
- 76 sélections et 23 buts avec l'équipe de Norvège entre 1995 et 2004.
- Participation à la Coupe du monde en 1998 (1/8 de finale) et au Championnat d'Europe des Nations en 2000 (Premier Tour).

### Avec Chelsea
- Vainqueur de la Coupe des Coupes en 1998.
- Vainqueur de la Supercoupe d'Europe en 1998.
- Vainqueur de la Coupe d'Angleterre en 2000.
- Vainqueur de la Coupe de la Ligue en 1998.
- Vainqueur du Community Shield en 2000.

### Avec les Glasgow Rangers
- Vainqueur de la Coupe d'Écosse en 2002.
- Vainqueur de la Coupe de la Ligue en 2002.